# UNDER-100
UNDER-100 기업은 100인 이하의 사업체을 뜻한다. 스타트업의 확장으로 인해 중소기업의 범위가 넓어지고 있는 실정에서 UNDER-100이라는 새로운 단어가 사용되기 시작했다. 가장 처음 사용된 곳은 온라인 뉴스 매체인 사례뉴스의 칼럼 (UNDER-100 조직이 대기업을 따라 해서는 안되는 다섯 가지 이유)으로 추정된다. U-100기업 또는 언더백 기업으로 칭하기도 한다.

## 특성 및 시장 비율
UNDER-100기업은 중소기업 카테고리로 분류되기에는 초기 스타트업 기업과 같은 100인 이하 사업체의 규모가 점점 커지고 있는 실정에서 새로운 카테고리 혹은 단어로써 사용이 되고있다. 한국중소기업중앙회 (KBIZ)의 2017년 중소기업현황 자료에 따르면 현재 한국에서 중소기업 사업체 수는 3,500,331개로 전체 사업체 수의 97.1%이다. 또한 전국경제인연합회(전경련)의 조사에 따르면 2015년 기준으로 중소기업 사업체 중 49인 이하 기업이 99.3%이다.

## U-100과 중소기업
중소기업과 UNDER-100 기업의 가장 큰 차이점은 기준으로 볼 수 있다. 현재 대한민국에서는 중소기업의 기준을 업종별 평균매출액으로 다루고 있다. 업종별로 평균 매출액 1,500억원 이하, 800억원 이하, 600억원 이하, 그리고 400억원 이하를 규모 기준으로 삼고 있다. 자세한 업종 분류는 2017년 중소기업현황 자료에서 찾아볼 수 있다.
이에 반해 UNDER-100 기업은 100인 이하 사업장을 뜻하기 때문에, 기준이 직원수가 된다. 즉 100인 이하의 사업장은 모두 UNDER-100기업으로 분류할 수 있다. 전국경제인연합회에 따르면 중소기업에서 1인 이하 기업이 82.3%, 2~9인 이하 기업이 13.9 %, 그리고 10~49인 이하 기업이 3.2%를 차지하고 있다. 기업은 매출과 더불어 직원 수의 변화가 생기는 것이 불가피하며, 직원 수에 따라 많은 변곡점을 지나기 때문에 직원수를 기준으로 한 새로운 카테고리가 UNDER-100기업이라고 볼 수 있다.

### 연결성
앞서 쓰여진 것과 같이 중소기업과 UNDER-100은 겹치는 부분이 많다. 하지만 스타트업 기업의 증가로 인해 소규모 사업장, 특히 가인지경영#인재경영과 관련해서 큰 화두가 되고 있는 사회적 현상과 관련하여 기업체를 규정하는 새로운 카테고리로 보는 것이 적절하다.

## U-100과 스타트업
스타트업이 점점 많아지고 있는 추세에서 100인 이하 사업장이 늘어나는 것은 불가피한 현상이다. 하지만 모든 스타트업 기업을 UNDER-100 기업으로 규정할 수는 없다. 야놀자, 우아한 형제들 등 스타트업으로 인식되고 있는 대표적인 기업들은 이미 직원수가 100인을 넘긴지 오래다. 스타트업이라고해서 무조건 UNDER-100으로 구분할 수 있다는 것은 아니다. 하지만 UNDER-100 스타트업은 궁극적으로 이와 같은 형태로 성장하기 원하기 때문에 아웃컴으로는 가장 이상적인 형태의 UNDER-100 진화형태라고 볼 수 있다.